# 레오폰

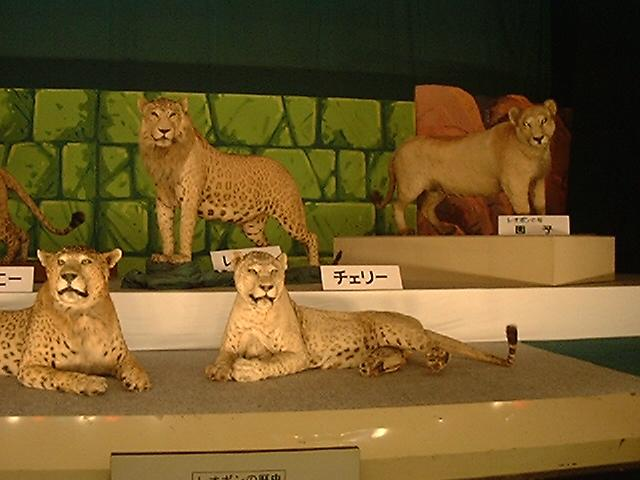

레오폰(leopon)은 암사자와 수표범의 종간잡종이다. 머리는 사자와 닮았고, 신체의 나머지 부분은 표범과 유사하다.야생에서는 발견되지 않는 인위적으로 만들어진 종이다.